# Karl Ansén
Karl Anselm Ansén (Stockholm, 26 juli 1887 – Morgongåva, 20 juli 1959) was een Zweeds voetballer, die speelde als aanvaller voor de Zweedse club AIK Solna. Hij overleed op 71-jarige leeftijd.

## Interlandcarrière
Ansén, bijgenaamd Kalle, speelde in totaal zeventien officiële interlands voor de Zweedse nationale ploeg, waarmee hij in 1908 deelnam aan de Olympische Spelen in Londen. Daar gingen de Scandinaviërs met 12-2 over de knie bij de latere winnaar Groot-Brittannië, waarna in de troostfinale met 2-0 werd verloren van Nederland door treffers van Jops Reeman en Edu Snethlage. Vier jaar later nam hij deel aan de Olympische Spelen in Stockholm.

## Erelijst
AIK Solna
- Svenska Cupen

1912, 1915, 1917